# Friedhelm Wirtz
Friedhelm Wirtz (Büllingen, 18 oktober 1958) is een Belgisch politicus van ProDG en voormalig lid van het Parlement van de Duitstalige Gemeenschap.

## Levensloop
Na studies aan de verzekeringsmakelaarsschool in Eupen, werkte Friedhelm Wirtz van 1980 tot 1991 op het ministerie van Financiën. Vervolgens werd hij actief als zelfstandig verzekeringsmakelaar.  
Hij werd lid van PJU-PDB (de voorloper van ProDG) en was voor deze partij van 1992 tot 1995 OCMW-raadslid in Büllingen. In 1996 werd hij gemeenteraadslid van de gemeente en van 2001 tot 2006 was hij schepen van Büllingen. Sinds 2006 is hij er burgemeester.
Van 2014 tot 2015 was hij lid van het Parlement van de Duitstalige Gemeenschap en was er eerste secretaris. Hij nam in september 2015 ontslag als parlementslid nadat hij verkozen was tot voorzitter van de raad van bestuur van de intercommunale Vivias.